# Carl Friedrich Liebel
Carl Friedrich Liebel (* 3. Januar 1745 in Markneukirchen; † 6. Januar 1823 in Leisnig) war ein evangelischer Feldprediger, Pastor, Superintendent in Leisnig und außerordentlicher Professor in Schulpforta.

## Leben
Sein Vater war der Siedemeister und spätere Bürgermeister Georg Carl Liebel, der es ihm durch den Besuch der Stadtschule und durch den ab 1812 anschließenden Privatunterricht im Fach Latein ermöglichte, von 1759 bis 1765 die Fürstenschule Pforta zu besuchen. Danach begann der vierjährige Besuch der Wittenberger Universität, wo er zum Magister promoviert wurde.
Als Hauslehrer unterrichtete er von 1769 bis zum Mai 1778 die Kinder des Superintendenten Friedrich Georg Stranz (1715–1785) und seiner am 3. Juli 1749 angetrauten Ehefrau Eleonore Charlotte Liebel geborene Kleinhempelinn aus Dresden.
Nach seiner Rückkehr nach Dresden war er kurzzeitig als Feldprediger bei der Kavallerie des Regiments Prinz Albert tätig um ab 1779 an der Kreuzkirche in Dresden fünf Monate als Vikar tätig zu werden.
1780 erfolgte die Berufung nach Schulpforta, wo er unter anderem den ihm anvertrauten späteren Pastor und Schriftsteller in Globig Heinrich Wohlfarth Rehkopf († 1814), Sohn des protestantischen Theologen und Superintendenten Johann Friedrich Rehkopf (1733–1789), zur Seite stand. In der Funktion als Diakon unterstützte er ab 1789 den in Leisnig tätigen Superintendenten F. B. Hofmann († 1790) und wurde 1790 unter anderem als Ephorus sein Nachfolger.
Sein Nachfolger wurde 1823 der Wolkensteiner Pastor Johann Carl Friedrich Teubner.